# Запорізький обласний ліцей-інтернат з посиленою військово-фізичною підготовкою «Захисник»
Запорізький обласний ліцей-інтернат з посиленою військово-фізичною підготовкою «Захисник» — середній загальноосвітній заклад, ліцей з посиленою військово-фізичною підготовкою у Запоріжжі. Є комунальним закладом, що створений і підпорядковується Запорізькій обласній раді. Розташований на вулиці Військбуд, 570.
Комунальний заклад «Запорізький обласний ліцей-інтернат з посиленою військово-фізичною підготовкою „Захисник“» Запорізької обласної ради (КЗ «ЗОЛ „Захисник“» ЗОР) є державним загальноосвітнім навчальним закладом III ступеня з профільним навчанням і допрофесійною підготовкою, здійснює навчальну діяльність, починаючи з 10 класу. Станом на 2023 рік ліцей налічує 245 учнів, здебільшого із Запоріжжя та області.
Запорізький ліцей «Захисник» має навчально-матеріальну базу, яка дозволяє підготувати юнаків до подальшого навчання у вищих навчальних закладах Міністерства оборони, Державної прикордонної служби, Міністерства внутрішніх справ та військових підрозділів цивільних вищих навчальних закладів, що готують військових фахівців.

## Історія
Створений 13 квітня 2000 року розпорядженням голови Запорізької облдержадміністрації, перші навчання почалися 1 вересня 2000 року.
У листопаді 2019 року трьох вихованців ліцею нагородили годинниками голови Верховної Ради України.
Станом на листопад 2022 року троє випускників ліцею удостоєнні звання «Герой України».

### Учасники російсько-української війни
До 2022 року
- Валерій Чибінєєв (випускник ліцею), капітан, Герой України (посмертно, 2016); під час АТО — командир роти снайперів 1-го аеромобільно-десантного батальйону 79-ї окремої аеромобільної бригади ЗСУ;
- Микита Яровий (випускник ліцею 2012 року), лейтенант, Герой України (посмертно, 2016); під час АТО — командир механізованої роти 54-ї окремої механізованої бригади, командував взводним опорним пунктом в районі Світлодарської дуги;
- Денис Коза (випускник ліцею 2010 року[7]), лейтенант, нагороджений орденом Богдана Хмельницького (посмертно, 2014); під час АТО — командир взводу 25-ї окремої повітрянодесантної бригади;
- Руслан Кулька (начальник ліцею), полковник, лицар ордена Богдана Хмельницького (2015); під час антитерористичної операції (АТО) на сході України — заступник командира та командир 23-го окремого батальйону територіальної оборони «Хортиця»;
- Хобот Владислав Петрович (заступник начальника ліцею), полковник, лицар ордена Богдана Хмельницького (2022)[8], учасник АТО;
- Ліщинський Сергій Іванович (заступник начальника ліцею), полковник, нагороджений відзнакою Президента України; під час АТО — старший офіцер управління ракетних військ і артилерії оперативного командування «Схід»;
- Рєзніков Дмитро Юрійович (командир взводу ліцею), підполковник, під час АТО — старший офіцер 9-го полку оперативного призначення «Гепард» Національної гвардії України.

Після 24 лютого 2022 року
- В'ячеслав Радіонов (випускник ліцею 2014 року[9]), капітан, Герой України (посмертно, 2022), старший льотчик 40-ї бригади тактичної авіації;
- Владислав Гулов (випускник ліцею 2009 року), підполковник, лицар ордена Богдана Хмельницького III (2022) та II (посмертно, 2023) ступенів; військовий льотчик 16-ї окремої бригади армійської авіації, учасник миротворчих місій, АТО, російсько-української війни;
- Олександр Королевич (випускник ліцею), лейтенант, нагороджений орденом «За мужність» (посмертно, 2022), командир тактичної групи з охорони та оборони об'єкта[10];
- Єгор Кучменко (випускник ліцею), молодший лейтенант Державної прикордонної служби України, нагороджений орденом «За мужність» (посмертно, 2022), старший прикордонного наряду на посту спостереження в Бердянську[10];
- Дмитро Батрак (випускник ліцею 2007 року[11]), лейтенант, кавалер ордена «За мужність» (посмертно, 2022); командир десантно-штурмового взводу 5-ї батальйонної тактичної групи 81-ї окремої аеромобільної бригади;
- Василь Огаренко (випускник ліцею), офіцер ВМС ЗСУ, кавалер ордена «За мужність» (2022)[12]; один із курсантів Академії військово-морських сил в Севастополі, які 20 березня 2014 року на плацу відмовилися співати російський гімн після окупації міста[13]; командир зенітної ракетної батареї на фрегаті «Гетьман Сагайдачний».

## Керівництво
Начальник ліцею:
- полковник Кулька Руслан Михайлович[14]

Заступники начальника ліцею:
- полковник Хобот Владислав Петрович
- Дука Світлана Віталіївна
- полковник Ліщинський Сергій Іванович
- Попков Микола Миколайович
- підполковник Ларцев Андрій Володимирович

Колишні начальники ліцею
- полковник Микола Стрельников (2015)[3]